# Ron McKinnon
Pour les articles homonymes, voir McKinnon.
Ron McKinnon, né le 8 août 1951 en Alberta, est un analyste de systèmes informatiques, entrepreneur et homme politique canadien. Il est député de la circonscription de Coquitlam—Port Coquitlam à la Chambre des communes du Canada depuis les élections fédérales de 2015 sous la bannière du Parti libéral du Canada.

## Biographie
Né le 8 août 1951 en Alberta, Ron McKinnon est un analyste de systèmes informatiques et est propriétaire d'une entreprise,.
Membre du Parti libéral du Canada, il est candidat dans la circonscription de Port Moody—Westwood—Port Coquitlam lors des élections fédérales canadiennes de 2008. Défait, il se représente 
en 2015 dans la nouvelle circonscription de Coquitlam—Port Coquitlam où il est élu député à la Chambre des communes, battant le candidat conservateur, Douglas Horne (en), par 1 855 votes. Il est réélu en 2019 et en 2021.